# ダーク・スター
『ダーク・スター』（原題: Dark Star）は、1974年のアメリカのSF映画。監督ジョン・カーペンター、主演ダン・オバノン。

## ストーリー
21世紀半ば。人類は宇宙に新天地を求めていた。その使命を担った光速航行の探査船ダーク・スター号は、優秀なコンピューターに統括され、4人の乗務員により、発見した不安定惑星を爆破し続けていた。途中、小惑星群の嵐に遭遇し、レーザーに異常が起きたが、だれも気がつかなかった。やがて爆破作業の途中で事件が起きる。20号爆弾が指令を無視して動き始めた。20号はレーザーの故障で船体から離脱できない状態だった。20号には宇宙船と同様に搭載された爆弾それぞれにコンピュータが組み込まれていた。隊員の1人が探査船の外で底に回り、爆発に備える20号に説得する。1度出された命令の撤回はできないと言う20号を思いとどまらせ格納庫に戻すことができた。しかし、2度、3度と繰り返されて行く内に自覚と認識が変わっていき、20号は爆発を決意する。乗組員のタルビイは船から飛び出してしまい、以前から信じているフェニックス星をめざしダーク・スターから離れる。ピンバックとボイラーは爆破と共に塵と化す。ドゥーリトルは、サーフボードのような鉄きれをつかんでフワフワと浮遊し惑星に向かう。

## スタッフ
- 製作・監督・音楽：ジョン・カーペンター
- 製作総指揮：ジャック・H・ハリス
- 脚本：ジョン・カーペンター、ダン・オバノン
- 撮影：ダグラス・ナップ
- プロダクションデザイン・編集：ダン・オバノン
- 特殊効果：ロン・コッブ、ボブ・グリーンバーグ、グレッグ・ジーン、ダン・オバノン、ハリー・ウオルトン
- 視覚効果コンサルタント：ビル・タイラー
- 視覚効果・コンピュータディスプレイ：ジョン・C・ウォッシュ
- モデル制作：グレッグ・ジーン

## キャスト
- ピンバック：ダン・オバノン
- ドゥーリトル：ブライアン・ナレル
- タルビイ：ドレ・パヒッチ
- ボイラー：カル・ニホルム
- パウエル船長：ジョー・サンダース
- ミッション・コントロール：マイルス・ワトキンス

## 評価
レビュー・アグリゲーターのRotten Tomatoesでは27件のレビューで支持率は78%、平均点は6.40/10となった。Metacriticでは10件のレビューを基に加重平均値が66/100となった。